# フクダーダ
フクダーダ（1973年 - ）は、日本の漫画家。主に成人向け漫画雑誌に連載する。
『メガストアH 2004年6月号』（コアマガジン）「亜希ちゃんとたーくんとスクーズ水着」にて商業誌デビュー。ペンネームは本名の「福田」と『ボボボーボ・ボーボボ』に由来する。
近年はサークル名「ケンソウオガワ」発売元の同人誌作品が多い。

## 作風
デフォルメ調の絵柄が持ち味。キャラクターの多くが童顔であるが、その一方で巨乳のヒロインも多く存在する。

## 作品リスト

### 一般向け
- 『許嫁協定』 （『ヤングエース』2012年8月号 - 2018年12月号、角川書店） - 全11巻

### 成年向け
- 『恋におちよう』 （2006年6月19日[2]、コアマガジン〈メガストアコミックス〉、ISBN 4-86252-009-X）
- 『相思相愛ノート』 （2008年1月21日[3]、コアマガジン〈メガストアコミックス〉、ISBN 978-4-86252-295-5） 
  - 『相思相愛ノートニサツメ』 （2011年5月19日[4]、コアマガジン〈メガストアコミックス〉、ISBN 978-4-86436-068-5）
- 『ハニーブロンド』 （2009年4月25日[5]、コアマガジン〈メガストアコミックス〉、ISBN 978-4-86252-594-9）